# Icosteus
Icosteus is een monotypisch geslacht van straalvinnige vissen uit de familie van de Icosteidae (Lompenvissen).

## Soort
- Icosteus aenigmaticus Lockington, 1880